# Fernlenkboot
Le Fernlenkboot (FL en abrégé, traduisible par bateau commandé à distance) était le premier bateau explosif de la marine impériale allemande, conçu en novembre 1915 pendant la Première Guerre mondiale.
Il ne connu pas un grand succès.

## Développement
Immédiatement après le déclenchement de la Première Guerre mondiale, les sociétés Siemens, With, Giesler et Goldbach ont contacté les ministères de la Guerre et de la Marine allemand afin de mettre à disposition leurs nombreux brevets et projets d'armement. Après l’évaluation des propositions, sous la direction de Ferdinand Graf von Zeppelin, il a été lancé le 13 novembre 1914 des expériences de contrôle à distance de dirigeables, avions, bateaux et torpilles.
En particulier le développement d'un bateau en bois télécommandé était en vue comme prioritaire face au blocus naval britannique.
Les premières expériences, quelque peu délicates, ont eu lieu au printemps 1915 sur le Müggelsee près de Berlin, puis à Travemünde et à Kiel.  Les conclusions suivantes en ont été tirées :
- Installer des systèmes de contrôle à distance, très encombrants étant donné la technologie de l'époque, était extrêmement difficile dans des micro-bateaux (canots).
- Abandonner le développement d'une torpille guidée.
- Concentrer tous les efforts sur un bateau télécommandé d'une certaine taille.
- Renoncer à une radiocommande trop susceptible d’être défaillante au profit d'une télécommande par câble.
- Monter des stations de contrôle sur des points hauts. Des essais depuis le phare de Bülk avaient montré que par temps clair le contrôle visuel des bateaux était possible jusqu’à 15 km.
En septembre 1915, la construction de 12 bateaux est lancée. Quatre devaient subir divers tests et des essais en mer et huit devaient être immédiatement transférés en Flandre pour attaquer les monitors anglais qui y croisaient.
En parallèle la commande de la construction de postes de contrôle d'une hauteur de 30 m installés à Ostende et à Zeebrugge a été lancée.
En février 1916, cinq autres bateaux ont été commandés à destination de la région de Liepāja dans le nord du Courlande.
Au total les 17 bateaux construits ont reçu les désignations FL (Fernlenkboot) 1 à 17.

## Caractéristiques
Dans la proue se trouvait 700 kg d'explosif déclenchés par détonateur de contact. En cas de défaillance, la charge explosive pouvait être commandée à distance.
Afin d'empêcher la prise des bateaux par l'ennemi, des contacts déclenchant l'explosion du navire ont été fixés sur les couvre-ponts, les serrures sans risque étant dissimulées.
Le système de contrôle fourni par Siemens était opérationnel pendant 6 heures maximum. Le câble de commande de 20 km de long se trouvait dans un tambour et pesait 800 kg. Il était connecté au centre de contrôle qui pouvait envoyer les commandes suivantes au bateau explosif :
- Vérification du bon fonctionnement des appareils de commande.
- Démarrage du moteur (le bateau se déplaçait immédiatement car il n’y avait pas d’embrayage) et arrêt du moteur.
- Contrôle en continu du gouvernail.
- Allumage et extinction de la machine à fumigène.
- Allumage le feu arrière du bateau pour que le centre de contrôle puisse le situer dans l'obscurité.
- Activation de l'autodestruction.
Le contrôle par câble depuis un poste à terre s'est rapidement révélé inadéquat et les postes de contrôle ont ensuite été installés sur des torpilleurs qui devaient suivre le bateau explosif à une distance de sécurité. En outre, l’installation sur des dirigeables restant à environ 5 000 mètres derrière le bateau (le câble de commande pouvant se dérouler sur 50 km) a été également été effectuée.
À partir de 1918, de nouveaux efforts ont été déployés pour établir une connexion sans fil sécurisée depuis un avion mais il était trop tard pour être réellement opérationnel avant la fin de la guerre.

## Déploiement
FL 1 : Flandre, utilisation inconnue.
FL 2 : Flandre, utilisation inconnue.
FL 3 : Flandre, 24 avril 1916 : défaillance du système de contrôle, auto-destruction.
FL 4 : Courlande, 3 novembre 1917 : coulé par l'artillerie du destroyer attaqué.
FL 5 : Flandre, 25 septembre 1916 : incendie moteur pendant l'attaque, auto-destruction.
FL 6 : Flandre, utilisation inconnue.
FL 7 : Flandre, 1er mars 1917 : explosion de 50 mètres de la jetée de Nieuport avec échec de tirs d'artillerie français et anglais.
FL 8 : 6 septembre 1917 : coulé par l'artillerie lors d'une attaque sur un navire d'observation anglais.
FL 9 : Courlande, aucune utilisation.
FL 10 : Courlande, 28 mai 1918 : attaque avec contrôle sans fil depuis un avion mais doit être annulée à la suite d'une défaillance de l'antenne de l'avion.
FL 11 : Courlande, pas d'utilisation.
FL 12 : Flandre, 28 octobre 1917 : attaque contre le monitor HMS Erebus (8 000 t) avec contrôle depuis un avion. Le détonateur de contact ne fonctionne pas mais le poste de contrôle de l'avion parvient à déclencher l'explosion de la charge. Néanmoins les dommages sont mineurs.
FL 13 : destin inconnu.
FL 14 : Courlande, aucune d'utilisation.
FL 15 : Courlande, aucune utilisation.
FL 16 : destin inconnu.
FL 17 : Flandre, utilisation inconnue.
En raison des échecs répétés, il est décidé au début de 1918 d'arrêter la construction de nouveaux canots mais pas l'utilisation de ceux déjà construits, même si le ministère de la Marine, le Marine elle-même et le chef de l'aviation navale voyaient un potentiel de développement prometteur.
Un autre projet de bateau explosif prévu pour atteindre une vitesse maximale de 74 km/h n'a pas été réalisé et la marine autrichienne, très intéressée par l'utilisation de bateaux explosifs, s'est vu conseillée par les Allemands de ne pas entreprendre de recherches sur le sujet.